# 285 Regina
285 Regina је астероид главног астероидног појаса. Приближан пречник астероида је 45,13 km,
а средња удаљеност астероида од Сунца износи 3,080 астрономских јединица (АЈ).
Инклинација (нагиб) орбите у односу на раван еклиптике је 17,630 степени, а орбитални период износи 1975,310 дана (5,408 година). Ексцентрицитет орбите астероида износи 0,208.
Апсолутна магнитуда астероида износи 10,50 а геометријски албедо 0,054.
Астероид је откривен 3. августа 1889. године.